# Chłopcy z Placu Broni
Chłopcy z Placu Broni (węg. A Pál utcai fiúk, dosł. Chłopcy z ulicy Pawła) – powieść węgierskiego pisarza Ferenca Molnára, która ukazywała się od 1906 w odcinkach w gazecie Tanulók Lapja (węg., dosł. Gazetka uczniowska), a w 1907 jako książka pt. A Pál utcai fiúk (węg., dosł. Chłopcy z ulicy Pawła, przyległej do placu Broni).

## Informacje ogólne
Powieść węgierska ciesząca się sławą w skali światowej, należąca do klasyki literatury dla dzieci i młodzieży.
Została przetłumaczona na co najmniej 42 języki, była także podstawą kilku ekranizacji i adaptacji scenicznych. Najbardziej znaną adaptacją filmową jest koprodukcja węgiersko-amerykańska z 1969.
Istnieją cztery przekłady powieści na język polski: pochodzące z 1913 roku tłumaczenie Janiny Mortkowiczowej z przekładu niemieckiego oraz opublikowany w roku 1989 przekład Tadeusza Olszańskiego już z języka węgierskiego. W 2022 ukazał się nowy polski przekład Wojciecha Maziarskiego pod tytułem Chłopaki z ulicy Pawła, a w 2024 przekład Miłosza Waligórskiego pt. Chłopcy z ulicy Pawła. Ukazało się ponad 20 polskojęzycznych wydań tej powieści. W Polsce jest to lektura obowiązkowa w szkole podstawowej.
Wiele podobieństw do fabuły powieści można dostrzec w książce Awantura w Niekłaju autorstwa Edmunda Niziurskiego.

## Opis fabuły

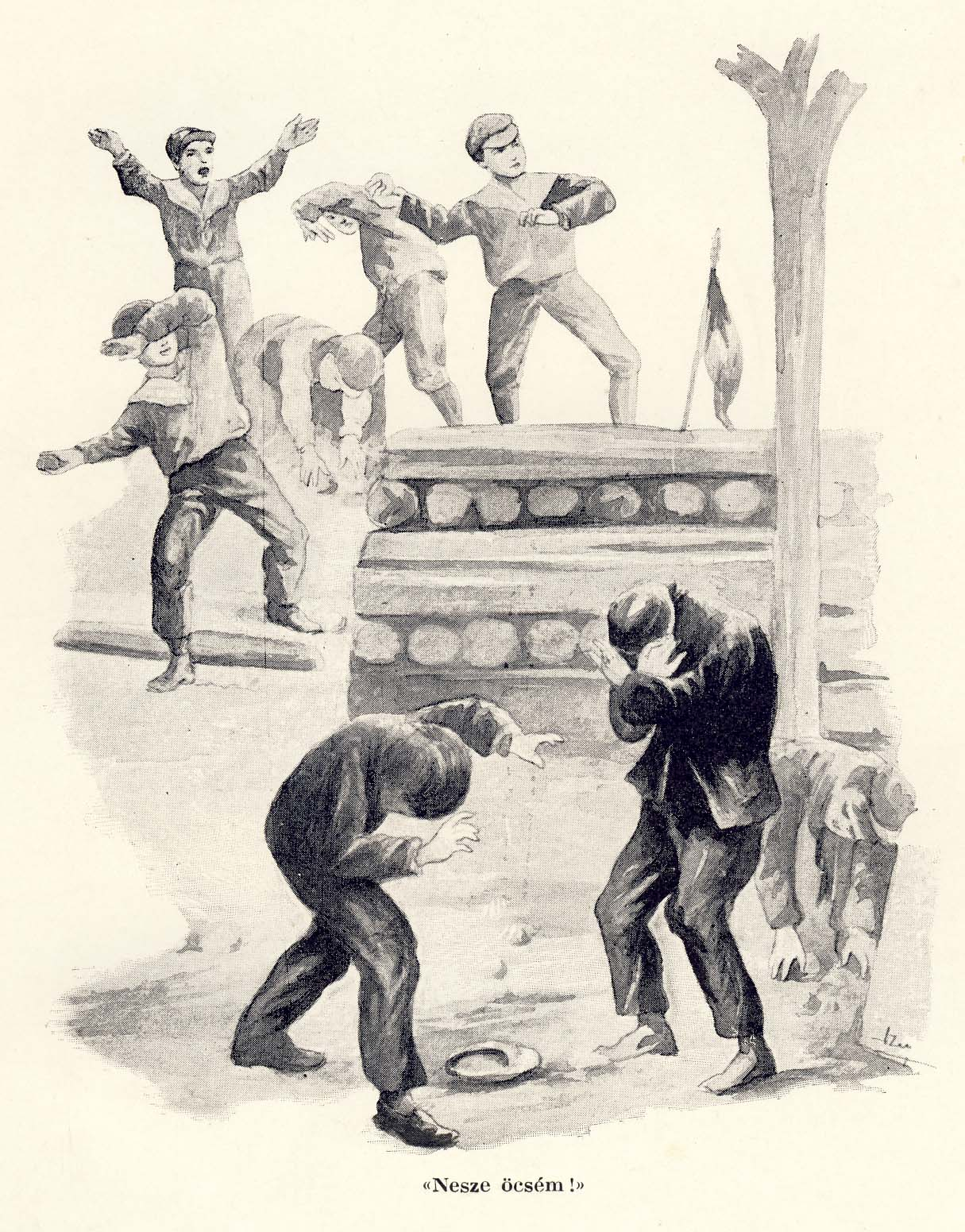
Ilustracja z wydania z 1907

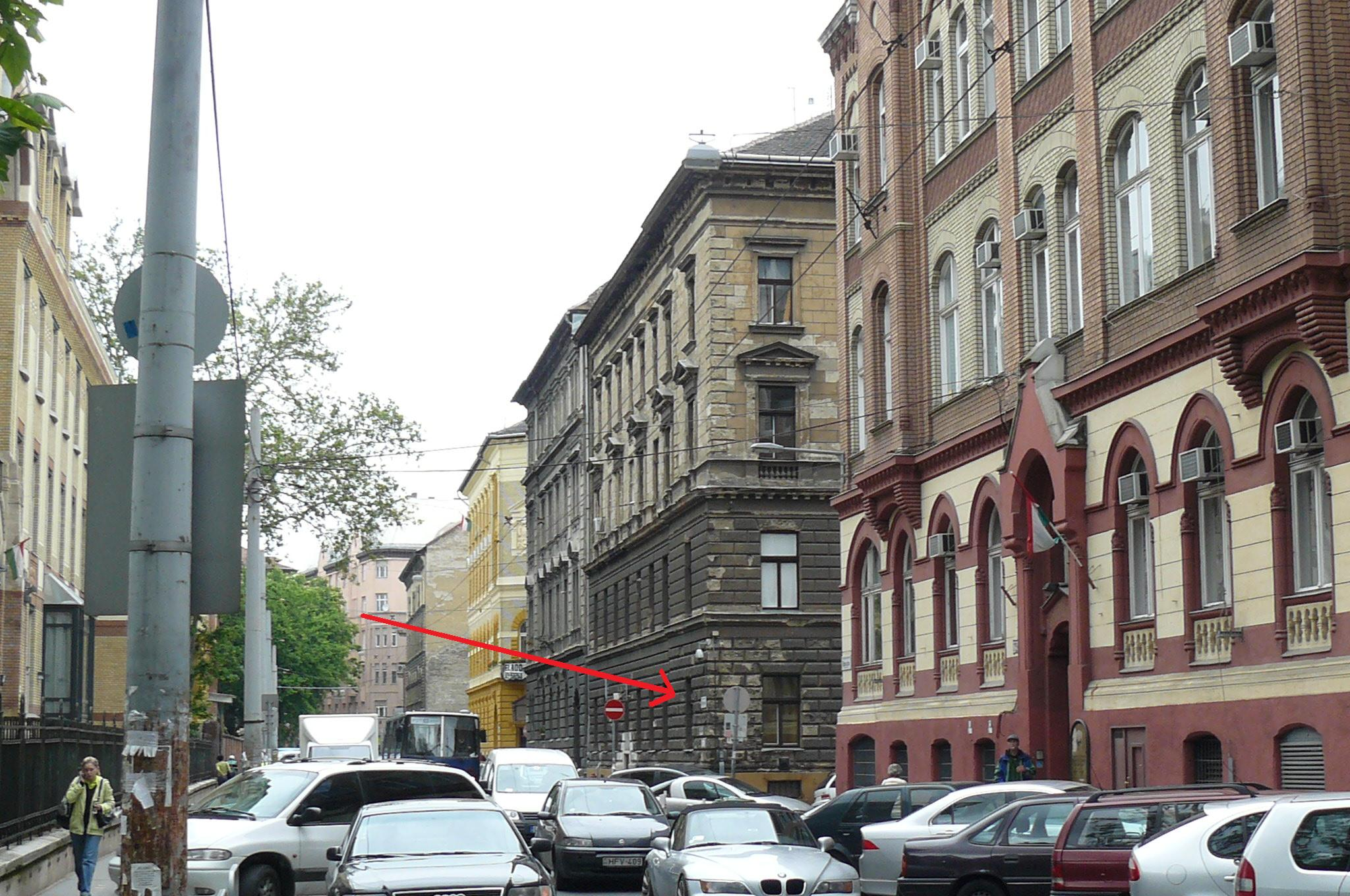
Skrzyżowanie Pál i Mária utca – Dom zaznaczony czerwoną strzałką stoi w miejscu powieściowego Placu Broni

Akcja powieści rozgrywa się na przełomie XIX i XX wieku w Budapeszcie, stolicy Węgier. Oś fabuły stanowią walki o plac pomiędzy dwiema grupami chłopców. Grupa broniąca swego prawa do placu to Chłopcy z Placu Broni (w oryginale i innych językach nosi tytuł Chłopcy z ulicy Pawła), natomiast ich przeciwnicy, chcący zająć teren, by grać na nim w palanta, to Czerwone Koszule (w pierwszej wersji polskiego tłumaczenia nazwa grupy, wywodząca się od nazwy uczestników wyprawy Giuseppe Garibaldiego na Sycylię, brzmiała błędnie Czerwonoskórzy). Przywódcą pierwszej grupy jest Janosz Boka, zaś jej najmniej poważanym członkiem i zarazem jedynym szeregowcem jest Ernest Nemeczek (główny bohater książki); przywódcą drugiej jest Feri Acz, a członkami m.in. Sebenicz, bracia Pastorowie i Wendauer.
Powieść przedstawia serię heroicznych wyczynów Ernesta Nemeczka, w wyniku których choruje – najpierw przeziębia się po tym, jak podczas przeszpiegów w ogrodzie botanicznym (miejscu zabaw Czerwonych Koszul) ukrywa się w basenie, a następnie dostaje zapalenia płuc po „kąpieli”, jaką serwuje mu wroga drużyna, gdy samotnie zakrada się na jej terytorium. Mimo choroby w dniu decydującej bitwy chłopiec ucieka z domu i bierze udział w walce, ostatkiem sił przyczyniając się do zwycięstwa swojej grupy. Zostaje zaniesiony do domu przez swego przywódcę (Janosza Bokę) i niedługo później umiera. Przed domem Nemeczka Janosz Boka spotyka Feriego Acza, zaniepokojonego o stan zdrowia chłopca.
Ostatecznie Plac Broni zostaje sprzedany pod budowę domu. Zgnębionych chłopców pociesza fakt, że Nemeczek, który oddał za niego życie, nie dożył chwili sprzedania Placu Broni.

## Ekranizacje
- Chłopcy z Placu Broni – koprodukcja węgiersko-amerykańska z 1969 roku w reżyserii Zoltána Fábriego, z Anthonym Kempem w roli Nemeczka[4]. Wydana na VHS (Vision) i DVD.
- Chłopcy z Placu Broni – polski spektakl telewizyjny z 1995 roku w reżyserii Macieja Dejczera[5].
- Chłopcy z Placu Broni – włoski film fabularny z 2003 roku w reżyserii Maurizio Zaccaro, luźna adaptacja powieści.

## Spektakle teatralne
- Chłopcy z Placu Broni – spektakl z 2007 roku w reżyserii Michała Zadary wystawiony w Teatrze Narodowym w Warszawie[6].
- musical Chłopcy z Placu Broni – spektakl z 2018 roku libretto: Anna Markowska, Muzyka: Karol Świtajski, choreografia: Kalina Porazińska, wystawiony Przez Stowarzyszenie Teatralne Ingenium[7].
- musical A Pál utcai fiúk – spektakl grany od 2016 roku w Vígszinház (dosł. Teatr Komedii) w Budapeszcie. Kompozytor: László Dés, autor tekstu: Péter Geszti, choreografia: HorvÁth  Csaba